# Malagón
Malagón – miasto w Hiszpanii, we wspólnocie autonomicznej Kastylia-La Mancha. W 2007 liczyło 8124 mieszkańców.